# Brittany Daniel
Brittany Ann Daniel (Gainesville, Florida, 1976. március 17. –) amerikai színésznő. 
Leginkább Jessica Wakefield szerepéről ismert a Sweet Valley High (1994-1997) című tinisorozatban. 2006 és 2015 között Kelly Pitts-t alakította a The Game című CW/BET vígjáték-drámasorozatban. Filmes munkái közé tartozik a Kismocsok (2001) és annak 2015-ös folytatása, a Feketék fehéren (2004) és a Skyline (2010).

## Gyermekkora
Brittany és ikertestvére, a később fotósként és színésznőként dolgozó Cynthia 1976. március 17-én születtek a floridai Gainesvilleben, Carolyn és Charlton Bradford ("C.B.") Daniel Jr. gyermekeként. Van egy idősebb testvérük, Brad. 
11 éves korukra mindkét lányt leszerződtette a Ford ügynökség, és modellkedni kezdtek. Megjelentek a Seventeen és a YM magazinokban. A Doublemint rágógumi reklámjaiban is szerepeltek, mint a Doublemint ikrek.

## Magánélete
2014 márciusában Daniel elárulta, hogy 2011-ben IV. stádiumú Non-Hodgkin limfómát diagnosztizáltak nála, ami miatt kemoterápiára volt szüksége. 2014-től kezdve rákmentesen él.
2007 és 2014 között Keenen Ivory Wayans színész romantikus partnere volt. 2017-ben feleségül ment Adam Tounihoz.

## Filmográfia

### Film
| Év   | Magyar cím            | Eredeti cím                             | Szerep           | Magyar hang  |
| ---- | --------------------- | --------------------------------------- | ---------------- | ------------ |
| 1995 | Egy kosaras naplója   | The Basketball Diaries                  | Blinkie          |              |
| 1999 | Hangrobbanás          | Sonic Impact                            | Rachel           |              |
| 2001 | Kismocsok             | Joe Dirt                                | Brandy           | Gubás Gabi   |
| 2004 | Sületlen paradicsom   | Club Dread                              | Jenny            | Szénási Kata |
| 2004 | Feketék fehéren       | White Chicks                            | Megan Vandergeld |              |
| 2005 | Mocsok                | Dirty                                   | Tatiana          |              |
| 2006 |                       | Rampage: The Hillside Strangler Murders | Samantha Stone   |              |
| 2006 | Kiscsávó              | Little Man                              | Brittany         | Balogh Anna  |
| 2006 | Vérvadászok           | The Hamiltons                           | Dani Cummings    |              |
| 2007 |                       | Last of the Romantics                   | Sarah Xavier     |              |
| 2007 |                       | Loveless in Los Angeles                 | Kelly Liffen     |              |
| 2010 | Skyline               | Skyline                                 | Candice          | Mezei Kitty  |
| 2015 | Büntet a kismocsok 2. | Joe Dirt 2: Beautiful Loser             | Brandy           | Gubás Gabi   |
| 2022 | Tucatjával olcsóbb    | Cheaper by the Dozen                    | Melanie          |              |

### Televízió
| Év        | Magyar cím             | Eredeti cím                       | Szerep                   | Megjegyzések                                                   |
| --------- | ---------------------- | --------------------------------- | ------------------------ | -------------------------------------------------------------- |
| 1989      |                        | The New Leave It to Beaver        | Zorigna                  | 1 epizód                                                       |
| 1992      |                        | Swans Crossing                    | Mila Rosnovsky           | állandó szereplő (54 epizód)                                   |
| 1994      |                        | Burke's Law                       | Ginny                    | 1 epizód                                                       |
| 1994–1997 | Sweet Valley High      | Sweet Valley High                 | Jessica "Jess" Wakefield | - főszereplő (88 epizód) - magyar hangja: - Hámori Eszter      |
| 1999      | Dawson és a haverok    | Dawson's Creek                    | Eve Whitman              | visszatérő szereplő (4 epizód)                                 |
| 2000      |                        | Fortunate Son                     | ismeretlen szerep        | tévéfilm                                                       |
| 2000      | Földcsuszamlás         | On Hostile Ground                 | Cindy Evers              | tévéfilm                                                       |
| 2002      | Azok a 70-es évek show | That '70s Show                    | Penny                    | 1 epizód                                                       |
| 2002      |                        | That '80s Show                    | Sophia                   | főszereplő (13 epizód)                                         |
| 2003      | Divatalnokok           | Just Shoot Me!                    | Sarah                    | 1 epizód                                                       |
| 2003      |                        | 111 Gramercy Park                 | Brynn Martin             | tévéfilm                                                       |
| 2004      | Tiszta Hawaii          | North Shore                       | Cari Layne               | 1 epizód                                                       |
| 2005–2010 | Felhőtlen Philadelphia | It's Always Sunny in Philadelphia | Carmen                   | 4 epizód                                                       |
| 2006      | Totál frankó           | Totally Awesome                   | Kimberly                 | - tévéfilm - magyar hangja: - Bogdányi Titanilla               |
| 2006      |                        | Community Service                 | Carly Phillips           | tévéfilm                                                       |
| 2006–2015 |                        | The Game                          | Kelly Pitts              | - főszereplő (1-3. évad) - visszatérő szereplő (4., 6-7. évad) |
| 2008      |                        | Ruby                              | önmaga                   | 1 epizód                                                       |
| 2016–2019 | Feketék fehéren        | Black-ish                         | Blair                    | 4 epizód                                                       |
| 2020      |                        | BlackAF                           | Dr. Peterson             | 1 epizód                                                       |

## Fordítás
- Ez a szócikk részben vagy egészben  a   Brittany Daniel című angol Wikipédia-szócikk fordításán alapul.  Az eredeti cikk szerkesztőit annak laptörténete sorolja fel. Ez a jelzés csupán a megfogalmazás eredetét és a szerzői jogokat jelzi, nem szolgál a cikkben szereplő információk forrásmegjelöléseként.